# Trolejbusy w Plewenie
Trolejbusy w Plewenie − system komunikacji trolejbusowej działający w bułgarskim mieście Plewen.
Trolejbusy w Plewenie uruchomiono w październiku 1985.

## Linie
W 2018 roku w Plewenie istniało 17 linii trolejbusowych.

## Tabor
W mieście eksploatowane są trolejbusy typów Škoda 26Tr Solaris oraz Solaris Trollino 12.